# Jotus auripes
Jotus auripes är en spindelart som beskrevs av Koch L. 1881. Jotus auripes ingår i släktet Jotus och familjen hoppspindlar. Inga underarter finns listade i Catalogue of Life.